# Ray Moore (dessinateur)
Pour les articles homonymes, voir Ray Moore.
Raymond S. Moore, dit Ray Moore (1905-1984) est un dessinateur de bande dessinée américain, principalement connu pour avoir dessiné le comic strip écrit par Lee Falk Le Fantôme de 1936 à 1949.